# Olímpio (exarca)
Olímpio (em latim: Olympius; † 652) foi o exarca de Ravena entre 649 e 652. Antes de ser alçado ao exarcado, Olímpio fora um camareiro na corte imperial em Constantinopla.

## História
Em 649, de acordo com o Liber Pontificalis, o imperador bizantino Constante II ordenou que Olímpio prendesse o papa Martinho I sob a acusação de que a eleição papal não havia sido submetida à aprovação imperial. Constante estava preocupado com a condenação de Martinho à heresia monotelita e temia que ela pudesse ressuscitar o conflito religioso que há muito grassava o Império. Olímpio tentou ganhar o apoio da população romana e de seus bispos. Além disso, ele também, supostamente, ordenou o assassinato de Martinho. Nenhuma dessas ações, porém, teve sucesso.
Com o tempo, Olímpio decidiu inverter a sua lealdade e se aliou ao papa, declarando-se em paralelo imperador. Ele marchou para a Sicília em 652, para lutar contra os sarracenos ou contra as forças bizantinas estacionadas ali. Seu exército foi, porém, acometido por uma doença desconhecida que matou Olímpio no mesmo ano.